# Церовник
Церовник је насељено место у сјеверној Лици, у саставу општине Јосипдол, Карловачка жупанија, Република Хрватска.

## Историја
До територијалне реорганизације у Хрватској налазио се у саставу старе општине Огулин.

## Становништво
На попису становништва 2011. године, Церовник је имао 144 становника.

## Попис 1991.
На попису становништва 1991. године, насељено место Церовник је имало 228 становника, следећег националног састава:
| Попис 1991.‍ | Попис 1991.‍ | Попис 1991.‍ | Попис 1991.‍ | Попис 1991.‍ |
| ----------- | ----------- | ----------- | ----------- | ----------- |
|             |             |             |             |             |
| Хрвати      | Хрвати      |             | 168         | 73,68%      |
| Срби        | Срби        |             | 53          | 23,24%      |
| Југословени | Југословени |             | 4           | 1,75%       |
| остали      | остали      |             | 1           | 0,43%       |
| непознато   | непознато   |             | 2           | 0,87%       |
| укупно: 228 |             |             |             |             |